# MEIS3
MEIS3 (англ. Meis homeobox 3) – білок, який кодується однойменним геном, розташованим у людей на довгому плечі 19-ї хромосоми. Довжина поліпептидного ланцюга білка становить 375 амінокислот, а молекулярна маса — 41 115.
| 10         |  | 20         |  | 30         |  | 40         |  | 50         |
| ---------- |  | ---------- |  | ---------- |  | ---------- |  | ---------- |
| MARRYDELPH |  | YPGIVDGPAA |  | LASFPETVPA |  | VPGPYGPHRP |  | PQPLPPGLDS |
| DGLKREKDEI |  | YGHPLFPLLA |  | LVFEKCELAT |  | CSPRDGAGAG |  | LGTPPGGDVC |
| SSDSFNEDIA |  | AFAKQVRSER |  | PLFSSNPELD |  | NLMIQAIQVL |  | RFHLLELEKV |
| HDLCDNFCHR |  | YITCLKGKMP |  | IDLVIEDRDG |  | GCREDFEDYP |  | ASCPSLPDQN |
| NMWIRDHEDS |  | GSVHLGTPGP |  | SSGGLASQSG |  | DNSSDQGDGL |  | DTSVASPSSG |
| GEDEDLDQER |  | RRNKKRGIFP |  | KVATNIMRAW |  | LFQHLSHPYP |  | SEEQKKQLAQ |
| DTGLTILQVN |  | NWFINARRRI |  | VQPMIDQSNR |  | TGQGAAFSPE |  | GQPIGGYTET |
| QPHVAVRPPG |  | SVGMSLNLEG |  | EWHYL      |  |            |  |            |

A: Аланін

C: Цистеїн

D: Аспарагінова кислота

E: Глутамінова кислота

F: Фенілаланін

G: Гліцин

H: Гістидин

I: Ізолейцин

K: Лізин

L: Лейцин

M: Метіонін

N: Аспарагін

P: Пролін

Q: Глутамін

R: Аргінін

S: Серин

T: Треонін

V: Валін

W: Триптофан

Задіяний у такому біологічному процесі, як альтернативний сплайсинг. 
Білок має сайт для зв'язування з ДНК. 
Локалізований у ядрі.